# Фала (собака)

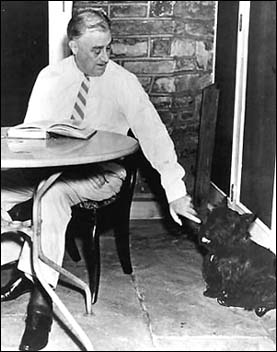

Фала (7 квітня 1940 — 5 квітня 1952) — собака президента США Франкліна Делано Рузвельта породи шотландський тер'єр, що жила з ним в Білому домі під час його перебування на посаді. Фала супроводжував Рузвельта в багатьох його офіційних поїздках і з певного моменту став невід'ємною частиною його іміджу . Різні дії і витівки пса широко висвітлювалися в засобах масової інформації.
Статуя Фали є частиною меморіалу Франкліна Делано Рузвельта у Вашингтоні.

## Біографія
Фала народився 7 квітня 1940 року і був піднесений як подарунок на Різдво президенту Рузвельту. 10 листопада 1940 року пес переїхав до Білого дому, де жив до смерті Рузвельта. Рузвельт дуже дбав про здоров'я свого улюбленця, тому заборонив годувати його кому-небудь і завжди робив це сам.
Фала став одним з героїв фільму про типовий дні Білого дому, знятому Metro-Goldwyn-Mayer, а пізніше був визнаний почесним рядовим в армії США після «пожертвування» 1 долара на військові потреби. Фала супроводжував Рузвельта в багатьох його поїздках, в тому числі на літаках і кораблях, і в тому числі відправився з ним на конференцію в Квебеку, де була підписана Атлантична хартія. Рузвельт згадав Фалу в своїй передвиборчій промові 23 вересня 1944 року, захищаючись від нападок Республіканської партії.
Фала був героєм серії мультфільмів Алана Фостера «пан Фала з Білого дому». Крім того, його ім'я використовувалося солдатами армії США як пароль під час Арденнской операції.
Фала помер 5 квітня 1952 року і був похований поруч з Рузвельтом.